# Каллоден (фильм)
«Каллоден» (англ. Culloden) — телевизионный фильм режиссёра Питера Уоткинса, вышедший на экраны в 1964 году. Первая полнометражная работа Уоткинса, один из первых примеров фильма в жанре докудрамы. В 2000 году лента попала на 64-е место в списке лучших британских телепрограмм по версии Британского института кино.

## О фильме
Фильм рассказывает о сражении при Каллодене 16 апреля 1746 года между британскими правительственными войсками и мятежниками-якобитами. Повествование построено в виде своеобразного телерепортажа, который воспроизводит положение сторон накануне битвы, ход самого сражения и его последствия, ставшие тяжёлым ударом для шотландских горцев. В ленте присутствует множество «интервью» с участниками событий, которых играли непрофессиональные актёры: роялистов — люди из Лондона и шотландского Лоуленда, мятежников — выходцы из Инвернесса.
Питер Уоткинс о работе над фильмом:

Это были 1960-е, и американская армия «умиротворяла» вьетнамское высокогорье. Я хотел провести параллель между этими событиями и тем, что случилось в нашем собственном британском Хайленде двумя веками ранее, в том числе и потому, что наши знания о произошедшем после Каллодена в основном ограничивались экзотическим образом «Красавчика принца Чарли» на этикетке виски «Драмбуи». Во-вторых, я хотел порвать с привычным использованием профессиональных актёров в исторических мелодрамах, позволяющим удобно избегать реальности, и использовать любителей — обычных людей — в реконструкции их собственной истории. Многие из людей, изображающих армию горцев в нашем фильме, были прямыми потомками тех, кто был убит на каллоденской пустоши.
Оригинальный текст (англ.)This was the 1960s, and the US army was ‘pacifying’ the Vietnam highlands. I wanted to draw a parallel between these events and what had happened in our own UK Highlands two centuries earlier, including because our knowledge of what took place after ‘Culloden’ was basically limited to an exotic image of ‘Bonnie Prince Charlie’ on the label of a Drambuie whiskey bottle. Secondly, I wanted to break through the conventional use of professional actors in historical melodramas, with the comfortable avoidance of reality that these provide, and to use amateurs - ordinary people - in a reconstruction of their own history. Many of the people portraying the Highland army in our film were direct descendants of those who had been killed on the Culloden Moor.